# KAT-TUN LIVE 2015 "quarter" in TOKYO DOME
『KAT-TUN LIVE 2015 "quarter" in TOKYO DOME』(カトゥーン ライヴ 2015 "クォーター" イン トウキョウドーム)は、KAT-TUNの12枚目のライブ・ビデオ。2015年10月14日にジェイ・ストームから発売。

## 概要
本作品は、2015年5月10日に東京ドームで約2年ぶりに行われたコンサートの模様が収録されている。KAT-TUNが4人となって以降、初の東京ドームコンサートの様子である。また、2016年3月31日をもって田口淳之介がグループから脱退するため、4人での最後のコンサートおよび映像作品である。
及び、4人で最初で最後の東京ドーム公演となった。

## 収録曲

### 本編映像
- 2015年5月10日東京ドームにて収録
- 太文字が4人体制初披露。

#### Disc 1
1. OVERTURE
2. KISS KISS KISS
3. RACE GOES ON
4. LIPS
5. ONE DROP
6. BIRTH
7. Connect & Go
8. In Fact
9. ＜Japanesque＞
  1. GOLD
  2. 楔-kusabi-
  3. Lovin' U
10. ＜ROCK＞
  1. RESCUE
  2. PHOENIX
  3. STAR RIDER
  4. GIVE ME, GIVE ME, GIVE ME
  5. FIRE and ICE
11. & FOREVER
12. 春夏秋冬
13. NOTHING ELSE MATTERS

#### Disc 2
1. ＜Digital＞
  1. Love yourself 〜君が嫌いな君が好き〜
  2. メドレー
    1. COME HERE
    2. GIMME LUV
    3. LOVE
    4. THE D-MOTION

  3. PHANTOM
2. RADIO
3. ＜Shuffle＞
  1. Shuffleコーナー
    1. 00'00'16
    2. STEP BY STEP
    3. 誓心
    4. ヤンキー片思い中♡

  2. Real Face
  3. ありがとう - 亀梨和也・上田竜也
  4. キラリト - 田口淳之介・中丸雄一
4. Dead or Alive
5. RAY
6. それぞれの空
7. 4U
8. Peacefuldays
9. 熱くなれ
10. SUNRISE

### 特典映像

#### 初回限定盤
Disc 3
1. ビジュアルコメンタリー（ダイジェスト）
2. Real Face（カラオケ映像完全版 & メイキング）
3. ソロアングル
  1. KISS KISS KISS
  2. In Fact
  3. & FOREVER
  4. RAY

#### 通常盤
Disc 2
1. Shuffleコーナー（5.9Ver.）
  1. ART OF LIFE
  2. サムライ☆ラブ☆アタック
  3. Emerald
  4. クレセント